# 足利義助
足利 義助（あしかが よしすけ）は、戦国時代から安土桃山時代にかけての人物。2代目の平島公方。室町幕府の14代将軍・足利義栄の弟。

## 生涯
天文10年（1541年）、平島公方・足利義維の次男として、阿波の平島で誕生した。
永禄9年（1566年）9月23日、兄の義栄が畿内へ渡海して、摂津の越水城に入城した。このとき、義助は父の義維とともに阿波から渡海し、義栄に同道する形で越水城に入っている。
永禄11年（1568年）10月、兄の義栄が腫物により死去した。義栄の幕府の崩壊により、義助は父の義維とともに、阿波の平島に帰還した。
天正元年（1573年）10月8日、父の義維が死去し、義助は2代目の平島公方となった。だが、後ろ盾であった阿波三好氏も力を失っており、阿波での逼塞が続いた。
天正4年（1576年）3月、阿波三好氏の当主である三好長治が主君の細川真之に滅ぼされた。これにより、その翌年から土佐の長宗我部元親が阿波に侵攻することになった。
天正5年（1577年）8月、義助は元親から阿波への出兵と所領の安堵を伝えられた。長宗我部氏が義助を尊重する意思を示したのは、阿波はもとより四国では依然として、足利将軍家の家格による効力があったからである。
天正10年（1582年）6月、織田信長が死去して四国への圧力がなくなると、8月から元親と阿波の十河存保（三好長治の弟）との間で中富川の戦いが勃発した。そのさなか、9月2日に義助は元親から馬を送られており、元親との友好を深めている。他方、元親は阿波に下国していた細川昭元とも関係を構築しており、阿波や讃岐への進出の大義名分として、その権威を利用した。
天正13年（1585年）7月、義助を尊重していた元親が豊臣秀吉の四国征伐で敗れ、土佐一国を領有するのみとなった。そして、戦後の論功行賞により、阿波は蜂須賀家政に与えられた。
蜂須賀氏の阿波入りに至って、義助は三千貫の所領を没収され、平島に100石を「茶料」として与えられるまでに落とされた。これ以外に、後の徳島市富田町3丁目に当たる地を得て、蜂須賀氏との折衝などのための出屋敷として使用した。平島公方の権威は長宗我部氏らには尊重されたが、豊臣政権の下で国持大名となった蜂須賀氏の下では、そうした権威は自身の統治において邪魔な存在でしかなかった。
天正20年（1592年）7月25日、義助は平島で死去した。享年52。

## 系譜
- 父：足利義維
- 妻：柳沢主膳正（大内氏家臣）娘
  - 男子：足利義種
- 生母不明の子女
  - 男子：足利義遠